# (3398) Stättmayer
(3398) Stättmayer – planetoida z pasa głównego asteroid okrążająca Słońce w ciągu 3 lat i 168 dni w średniej odległości 2,29 j.a. Została odkryta 10 sierpnia 1978 roku w Obserwatorium La Silla przez Hansa-Emila Schustera. Nazwa planetoidy pochodzi od Petera Stättmayera (ur. 1945), dyrektora obserwatorium w Monachium. Została nadana z okazji 50. rocznicy jego urodzin. Przed nadaniem nazwy planetoida nosiła oznaczenie tymczasowe (3398) 1978 PC.